# Португалска Индија
Португалска Индија (порт. Índia Portuguesa, Estado da Índia) је било заједничко име португалских колонијалних поседа у Индији. У време када је Индија стекла независност од Британије 1947, Португалска Индија се састојала од енклава на западној обали Индије: Гоа, Даман, Дију, Дадра и Нагар Хавели.
Португалски адмирал Алфонсо де Албукерк је 1510. поразио султана од Биџапура и основао стално насеље Стара Гоа (Velha Goa). То је био центар Португалске Индије и седиште португалског вицекраља који је владао португалским поседима у Азији. Једно време Португалци су владали великим делом индијске западне обале, укључујући Бомбај, који су касније препустили Британцима. Даман и Дију су освојени 1530-их, а Дадра и Нагар Хавели 1779.
После проглашења независности Индије 1947, односи нове републике и Португалске Индије били су затегнути. Године 1954. народ је де факто преузео енклаве Дадра и Нагар Хавели у корист Индије (ове енклаве немају излаз на море). Индија је извршила инвазију на Гоу, Даман и Дију 1961. (Операција Виџеј). Дана 19. децембра 1961. проглашено је уједињење ових територија са Индијом. Салазаров режим у Португалу одбио је да призна индијски суверенитет над својим доскорашњим поседима. То се догодило тек после Револуције у Португалу 1974.
Ове територије су задржале своје границе у оквиру индијске федерације. Гоа је 1987. добила статус индијске државе.